# Інге Янсен
Інге Янсен (нід. Inge Jansen, 2 червня 1994) — нідерландська стрибунка у воду.
Учасниця Олімпійських Ігор 2020 року, де в стрибках з 3-метрового трампліна посіла 5-те місце. Чемпіонка Європи 2019 року в стрибках з 3-метрового трампліна.